# Skócia
Skócia (angolul Scotland, skót gaelül Alba [ˈal̪ˠapə] kiejtéseⓘ) az Egyesült Királyság második legnagyobb országrésze terület és népesség alapján. Nyugat-Európában található, a Brit-sziget északi harmadát foglalja el. Délről Anglia, nyugatról és északról az Atlanti-óceán, keletről az Északi-tenger határolja. Mintegy 800 sziget tartozik hozzá.
Fővárosa, Edinburgh Európa egyik legnagyobb pénzügyi központja. A skót felségvizek nagy területet szakítanak ki az észak-atlanti vizekből és az Északi-tengerből, és alattuk található az Európai Unió egyik legnagyobb nyersolajtartaléka.
A Skót Királyság 1707. május 1-jéig független állam volt, ekkor azonban az Acts of Union (az egyesülési törvények) politikai unióba vonta az angol királysággal, és ezzel létrejött Nagy-Britannia. Skócia továbbra is külön állam, és saját törvénykezéssel rendelkezik. A skót törvények, a skót oktatási rendszer és a Church of Scotland (Skót Egyház) volt az a három sarokkő, amelyek biztosították a skót kultúra és a skót nemzeti öntudat fennmaradását.
A 2014. szeptember 18-án tartott referendumon a résztvevők 55%-a az Angliával, Walessel és Észak-Írországgal való unió fenntartása mellett tette le voksát.

## Földrajz

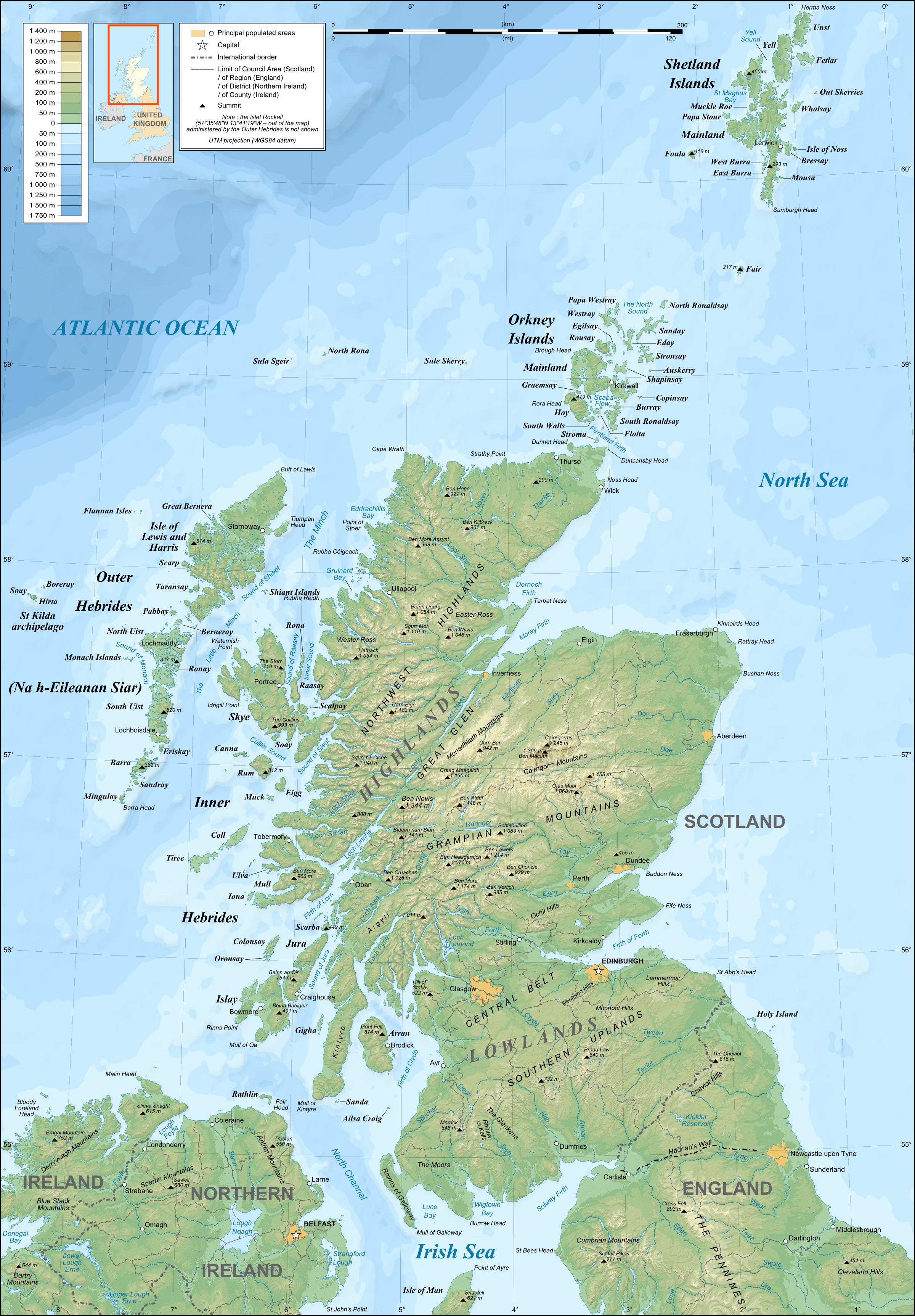
Skócia domborzati térképe

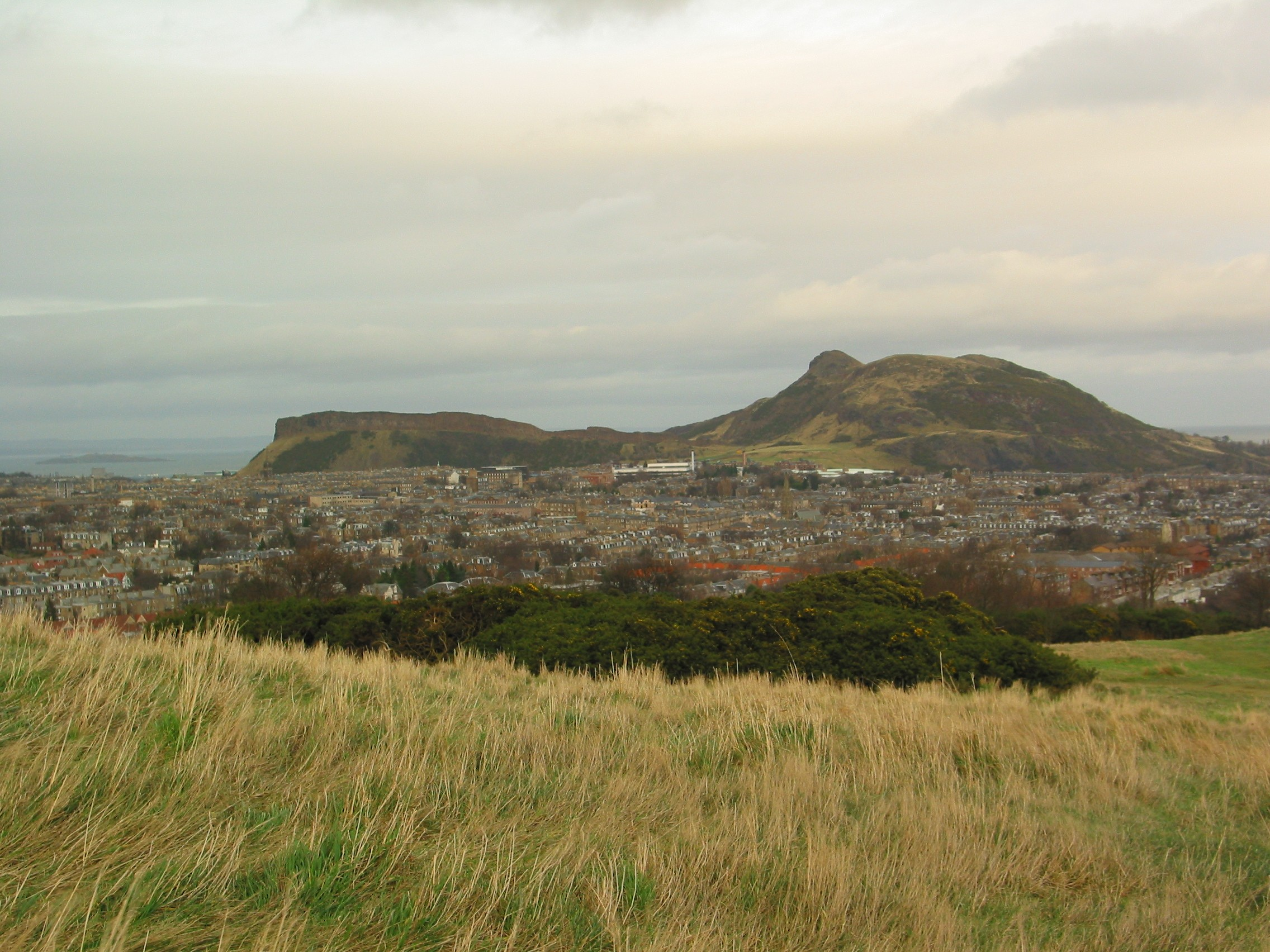
Az Arthur’s Seat

Skócia a Brit-sziget északi harmadát foglalja el. Területe 78 772 km². Csak Angliával van szárazföldi határa, mely 96 km hosszan húzódik nyugat–keleti irányban a Solway Firth és a Tweed medencéje között; nyugatról és északról az Atlanti-óceán, keletről az Északi-tenger, délnyugatról pedig az Északi-csatorna és az Ír-tenger határolja. Az Ír-sziget 20 km-re fekszik Skócia délnyugati csücskétől, a Kintyre félszigettől, míg Norvégia 305 km-re keletre, Feröer pedig 270 km-re északra található.
Az ország területe nagyjából ma is megegyezik azzal, amit az 1237-ben Angliával kötött Yorki Egyezmény és az 1266-ban Norvégiával kötött Perthi Egyezmény megállapított. A kivételek közt van Man-sziget, ami a 14. században Angliához került és ma brit koronafüggőség; az Orkney- és a Shetland-szigetek, amelyek 1742-ben kerültek Skóciához Norvégiától; valamint Berwick-upon-Tweed, amely 1482-ben került Angliához. Rockallt, a 27 méter átmérőjű sziklaszigetet 1955-ben az Egyesült Királyság annektálta (ez volt a Brit Birodalom utolsó hódítása), 1972-ben pedig a skót Harris sziget közigazgatása alá rendelte. A brit igényt Rockallra máig vitatja Írország, Izland és Dánia.

### Domborzata, földtani felépítése
A pleisztocén jégkorszaka idején Skócia egész területét jégpáncél borította és az eljegesedés komoly felszínformáló erővé vált. Geológiai szempontból az ország három részre osztható. A Felföldi Határtöréstől (Highland Boundary Fault) északra és nyugatra fekszik a Felföldek és Szigetek (Highlands and Islands) vidéke, Arrantól Stonehavenig. Főleg kambriumi és prekambriumi sziklákból áll, amelyeket a kaledónia hegységképződés emelt ki. Ezekre az alapokőzetekre sok fiatalabb üledék rakódott le. Az ősi rögök maradványai az olyan hegytömbök, mint a Cairngorms vagy a Skye Cuillins. Alapjában tér el ezektől a sok fosszíliát tartalmazó Öreg Vörös Homokkőből álló főleg a Moray Firth partjai mentén húzódó hegyhátak. A felföldek általában hegyesek. A Skót-felföldet a Great Glen völgyvidéke, azaz a Kaledóniai-árok osztja ketté Északnyugati-felföldre és Grampian-hegységre. Itt találhatók a Brit-szigetek legnagyobb kiemelkedései, köztük az 1344 méter magas Ben Nevis.
Skóciához mintegy 800 sziget tartozik, négy fő csoportban:
- Shetland,
- Orkney,
- Belső-Hebridák és Külső-Hebridák;

utóbbiakat együtt Hebridáknak nevezzük.
A partvonal hossza mintegy 10 000 km, ebből 3900 km a Brit-sziget skóciai partvonala.
A Skót-alföld avagy Középső-Alföld (Central Lowlands vagy Midland Valley) vidéke hasadékvölgy, amely főleg paleozoikumi kőzetekből áll. Itt találhatók azok a kőszén és vasérc-telepek, amelyek a skóciai ipari forradalom alapjává váltak. A vulkáni működés nyomait is magukon viselik: az Edinburgh-i Artúr széke egy nagy vulkán maradéka; a vulkán a karbon korban működött ezelőtt 300 millió évvel. A Déli-felföld dombjainak 200 kilométer hosszan elnyúló, széles völgyekkel tagolt láncát a Stanraertől Dunbar felé haladó töréstől délre főleg 4–500 millió éve lerakódott szilur üledékes kőzetek építik fel.

### Vízrajz

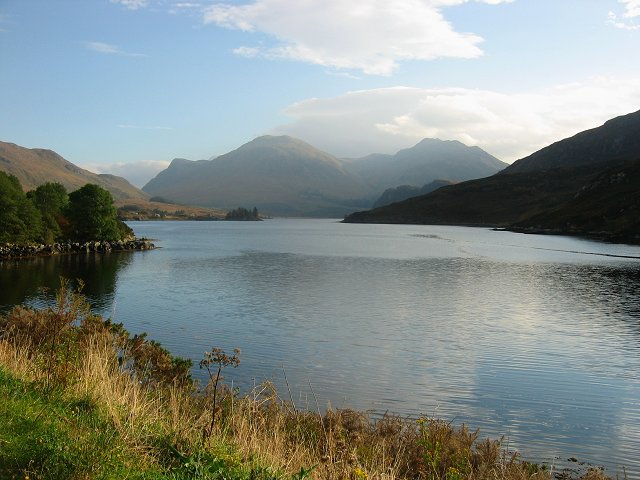
A Loch Long

Skóciában sok a tó, köztük a legnagyobb a Loch Lomond (71 km²), de jelentősek a Loch Ness (56 km²), a Loch Awe (38 km²) és a Loch Maree (29 km²) is.
Leghosszabb folyója a Tay (193 km); további jelentősebb folyók a Spey (172 km), a Clyde (171 km), a Tweed (156 km) és a Forth (105 km).

### Éghajlat

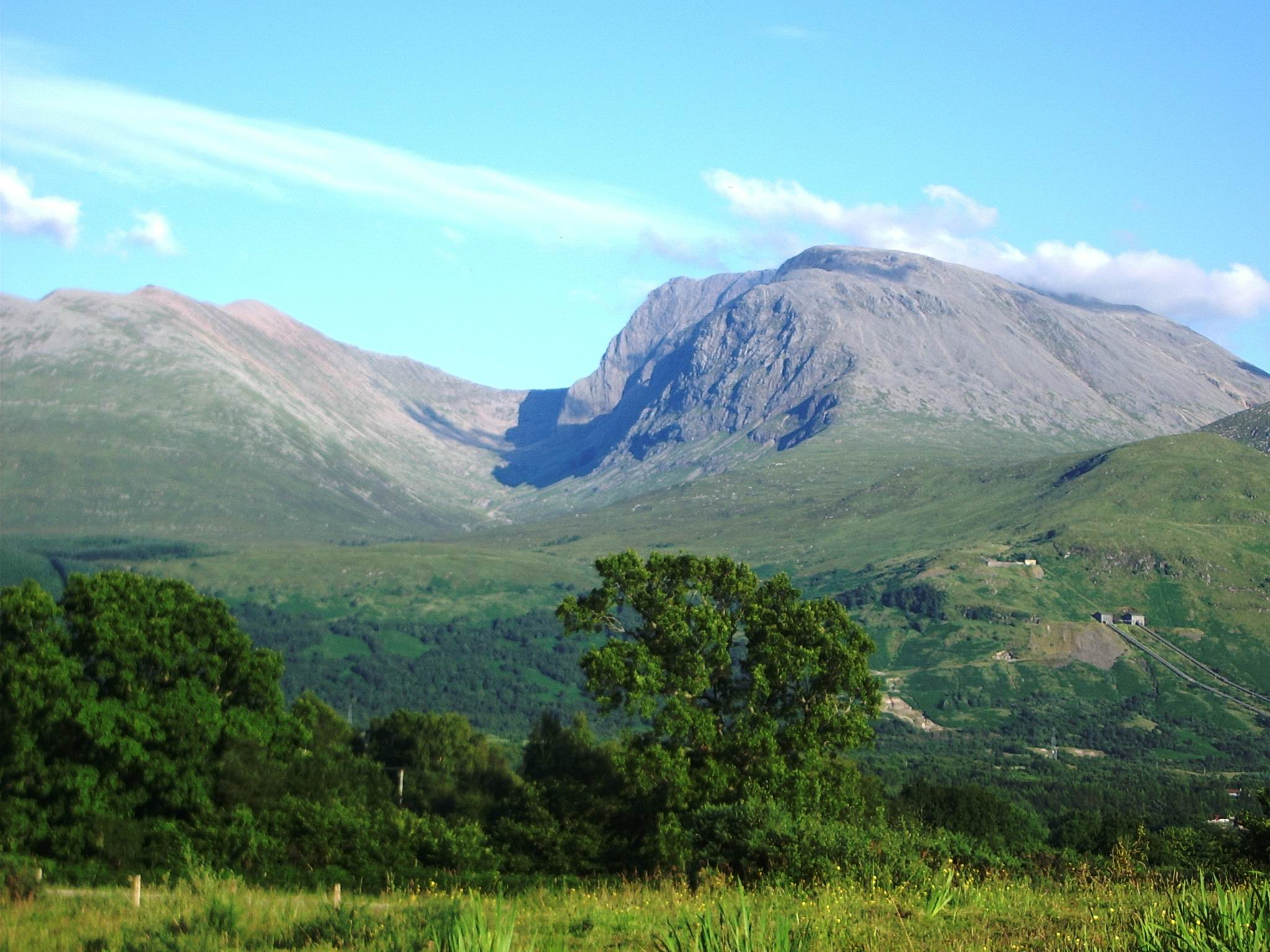
A Ben Nevis, a Brit-szigetek legmagasabb csúcsa egyben a szigetek legnedvesebb vidéke is

Skócia éghajlata mérsékelt, óceáni és igen változékony. Az Atlanti-óceán Golf-áramlata melegítő hatást fejt ki, emiatt a hasonló szélességi fokon elhelyezkedő más területekhez képest (mint Oslo vagy Moszkva sokkal enyhébb a tél (de a nyár hűvösebb és nedvesebb). A hőmérséklet általában alacsonyabb, mint a Brit-szigeten. Az Egyesült Királyságban a legalacsonyabb hőmérsékletet, -27,2 °C-ot, Skóciában mérték: Braemarban, a Grampian-hegységben 1895. február 11-én és 1982. január 10-én, illetve Altnaharrában 1995. december 30-án. Az alföldeken a téli legmagasabb átlaghőmérséklet 6 °C, a nyári maximum átlag 18 °C. A legmagasabb hőmérsékletet, 32,9 °C-ot Skóciában 2003. augusztus 9-én mérték Greycrookban.
Általában véve Skócia nyugati része melegebb a keletinél, az óceáni áramlatok, illetve az Északi-tenger hidegebb felszíni hőmérsékletének hatására. Tiree a Belső-Hebridákon az ország egyik legnapsütöttebb helye: 1975-ben 300 napfényes napot számoltak. Skócia a csapadék megoszlását tekintve sem egységes. A legnedvesebb részben, a nyugati felföldeken az évi csapadékmennyiség meghaladja a 3000 millimétert. Az alföldek nagy része viszont kevesebb csapadékot kap 800 milliméternél. Az alföldeken nem általános az erős hóesés, a magasabban fekvő helyeken azonban gyakoribb. Braemarban például átlagosan 59 a havas napok száma egy évben, a part menti területeken azonban kevesebb mint 10.

## Történelem

### Névetimológia
A skót szó kölcsönzés a latinból és legalább a 10. század első fele óta használják. Mai tudomásunk szerint először az Angolszász krónikában jelent meg a gael nép földjének megjelölésére, a latin Scotia szó megjelölésére, amely eredetileg Írországot jelölte. A skót királyok a 11. században vették fel a Basileus Scottorum és Rex Scottorum neveket, „a gaelek főkirálya” jelentéssel. Ebben valószínűleg Brian Boru, az írek főkirálya volt a mintájuk, aki az Imperator Scottorum címet használta. A modern időkben Skócia valamennyi lakójára hivatkozva használták a skót nevet, hiszen a skót nemzet fogalma inkább polgári, mint etnikai vagy nyelvi jelentéstartalmat vett fel az elmúlt ezredév során.

### Őstörténet
Az első halászó-gyűjtögető népcsoportok mintegy 11 ezer évvel ezelőtt érkeztek Skócia területére, miután a jégkorszak jégpáncélja visszavonult északabbra. Mai tudomásunk szerint mintegy 9500 évvel ezelőtt építették itt az első állandó házakat és hatezer évvel ezelőtt az első számottevő falvakat.

### A Krisztus utáni első ezredév
Skócia írott történelme a rómaiak érkezésével kezdődött. A Római Birodalom elsősorban a brit fősziget déli és középső részét, a mai Angliát és Walest foglalta el – ezekből alkották Britannia provinciát – de rövid időre Dél-Skócia egy része is római fennhatóság alá került. Az ettől északra fekvő területet a rómaiak Caledonia néven ismerték; itt piktek éltek, nyugati részén, a mai Argyllban pedig gaelek. A pikt földön jött létre északon Fortriu királysága, a Skót Királyság létrejöttét azonban csak 843-tól, I. Kenneth trónra jutásától számítjuk, aki uralma alatt egyesítette Skóciát, a pikteket is beleértve. A skót zászlót (the Saltire) először II. Óengus pikt király használta, 832-ben, amikor az athelstanefordi csatában egy egyesült pikt és skót sereg élén legyőzte az angolokat.

### Középkor
A következő évszázadok határváltozásaiban Skócia egyre hasonlóbbá vált mai alakjához. A skót uralkodók jó kapcsolatokat ápoltak Wessex angol uralkodóival. Sok volt a trónharc, de ennek ellenére Skócia sikerrel terjeszkedett. 945-ben I. Edmund wessexi király lerohanta Strathclyde-i királyságot (a mai Dél-Skócia területén), de a terület hamarosan I. Malcolm skót király uralma alá került. Indulf skót király uralkodása (954–962) alatt a skótok elfoglalták az erődítményt, amelyet később Edinburghnak neveztek el, először vetve meg a lábukat a Lothian régióban. II. Malcolm uralkodása még szorosabb egységbe fűzte a skót területeket. 1018-ban Malcolm a carhami csatában legyőzte Northumbria királyságot.

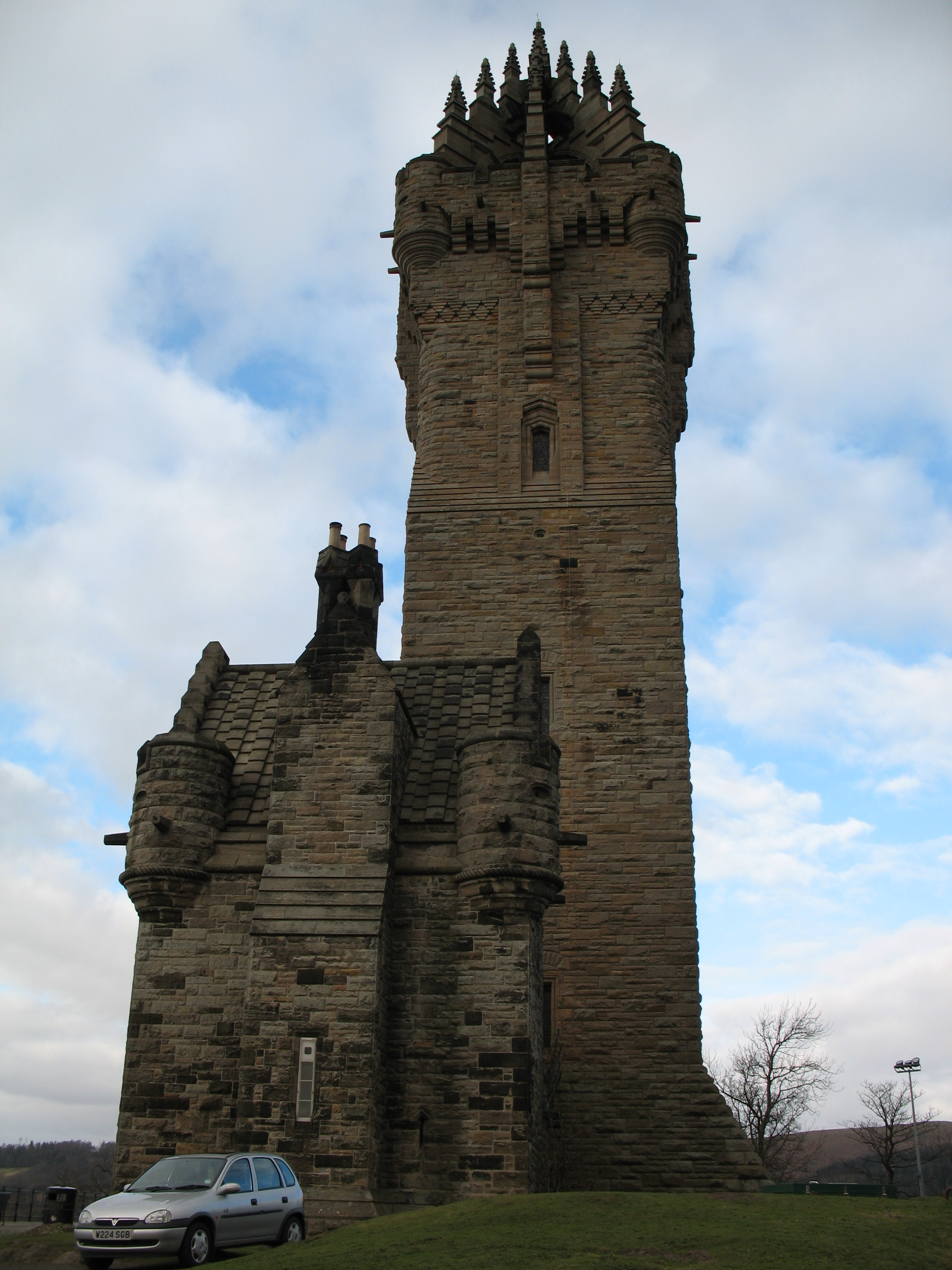
A Wallace-emlékművet a 13. századi nemzeti hős, William Wallace emlékére emelték

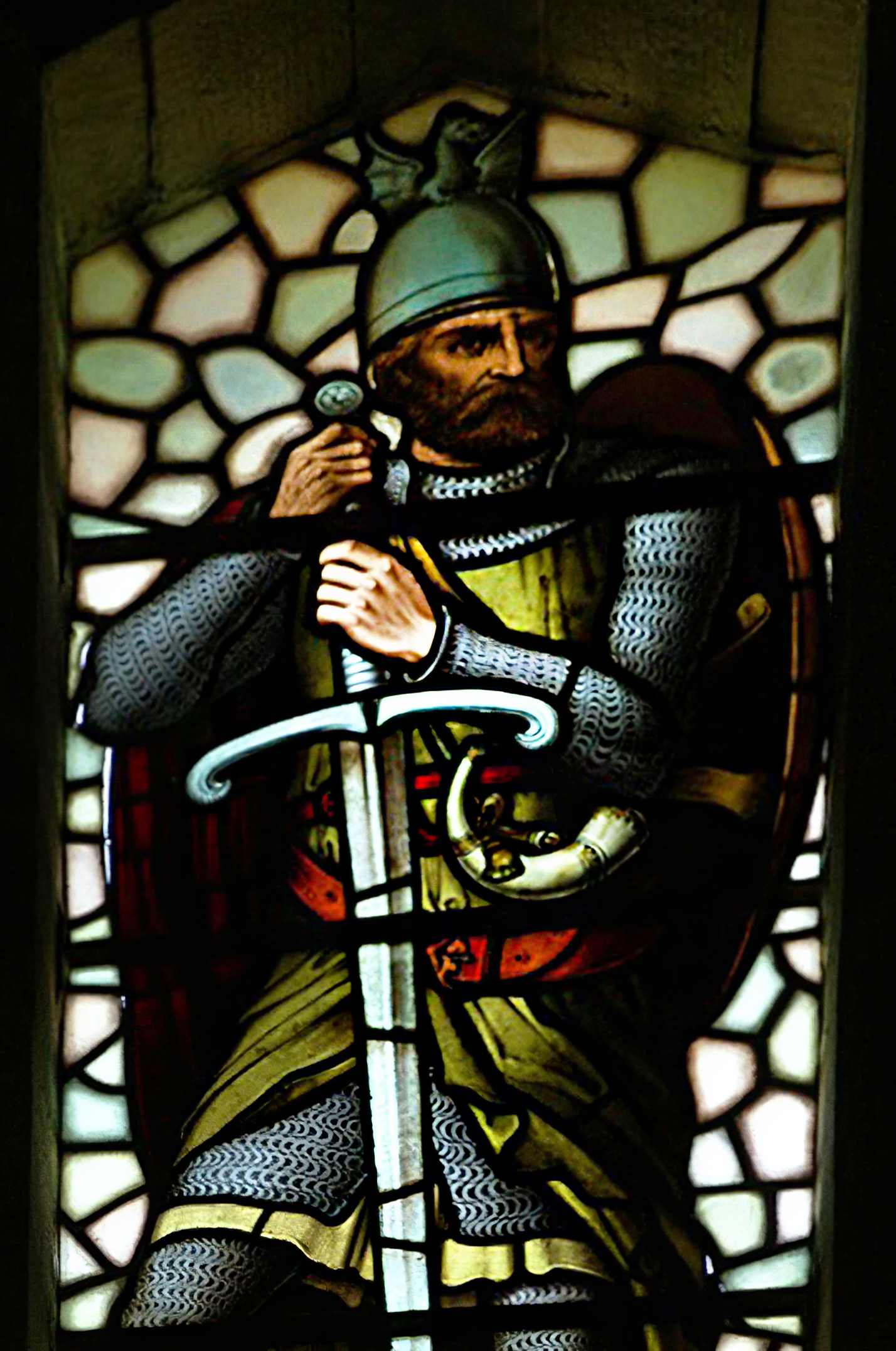
William Wallace skót szabadságharcos ólomüveg ablakon

A normann hódítás Angliában 1066-ban olyan események sorozatát indították el, amelyek elkezdték eltávolítani a skót királyságot gael kulturális hagyományaitól. III. Malcolm Margitot, az angol tróntól megfosztott II. Edgár testvérét vette feleségül. Margit kulcsszerepet játszott a kelta kereszténység befolyásának csökkentésében. Amikor fiatalabb fia, I. Dávid a trónra került, a normann hódítás szele elérte Skóciát is. Korábbi házassága révén Dávid már fontos anglonormann főúrrá vált. A trónra kerülve rendkívül fontos szerepet játszott a feudalizmus skóciai elterjesztésében. Ösztönözte a németalföldiek bevándorlását az újonnan alapított királyi városokba, amelyeket Skóciában burghnek neveztek, és a kereskedelmet a kontinenssel, illetve Skandináviával. 1174-ben I. Vilmos hűbéresküt tett II. Henrik angol királynak. A 13. század végére már több tucat angol és anglonormann főúr rendelkezett skót földekkel. Mindezekkel együtt az ország a 13. században nagyrészt megőrizte függetlenségét; az 1237-es Yorki szerződésben rögzítették Angliával közös határát, és 1286-ig, III. Sándor haláláig erős, független királyok irányították. Ebben az időszakban hívták össze először a skót parlamentet.
I. Margit halála után – aki III. Sándor utolsó egyenes ági leszármazottja volt – a skót nemesség I. Eduárd angol királyt kérte fel, hogy legyen döntőbíró a trónkövetelők közt, megelőzve a polgárháborút. 1292-ben John Balliolt koronázták királlyá I. János néven, de Eduárd ennek ellenére igényt tartott az ország ellenőrzésére, és bábállamot akart létrehozni. János és a skót főurak visszautasították, hogy az angol seregben harcoljanak Franciaország ellen, erre válaszul Eduárd letette Jánost, és 1296-ban elfoglalta Skóciát. A skótok azonban William Wallace vezetésével ellentámadást indítottak. Váltakozó sikerű harcok után (Wallace-t 1305-ben az angolok elfogták és kivégezték) 1306-ban Robert Bruce lépett trónra I. Róbert néven, és miután 1314. június 24-én döntő győzelmet aratott a bannockburni csatában, megszilárdította hatalmát, és 1328-ban az angolok elismerték Skócia függetlenségét. A harc Róbert halála után újra fellángolt: a második skót függetlenségi háborúban (1332–1357) Edward Balliol az angol király támogatásával sikertelenül próbálta meg visszaszerezni a trónt a Bruce-háztól. Végül az 1370-es években a felemelkedő Stuart-háznak sikerült stabilizálnia Skóciát. Ezt követően 1482-ig gyakori megszakításokkal ugyan, de nagyobbrészt béke honolt.
Az angol–skót kapcsolatok VIII. Henrik angol király uralkodása alatt megromlottak, főként a király ellenséges hozzáállása miatt. Válaszul Skócia megerősítette szövetségesi kapcsolatát Franciaországgal; I. Mária skót királynő a francia trónörököshöz ment feleségül. Eközben a reformáció elérte Skóciát, és – többek között John Knox fellépésének köszönhetően – megnőtt a protestáns befolyás. I. Erzsébet angol királynő támogatásával protestáns főurak vették át a hatalmat, és Mária egy hosszú polgárháború után fogságba került, és 1567-ben fia, VI. Jakab javára lemondott a trónról. Jakab 1586-ban megkötötte a Berwicki szerződést, biztosítva a békét a két ország között.
A középkor végére Skóciában két kulturális régió alakult ki: a főleg skót nyelvű Alföld (Lowland) és a főleg gael nyelvű Felföld (Highland). Galloway fejedelemség Skócia délnyugati részén egészen a 18. század végéig megőrizte viszonylagos függetlenségét. Történelmileg úgy alakult, hogy a Lowland közelebb volt az európai kultúra fő sodrához. A skót felföldön az egyesülési törvények utáni időkig fennmaradt a skót klánrendszer.

### Egyesülés Angliával

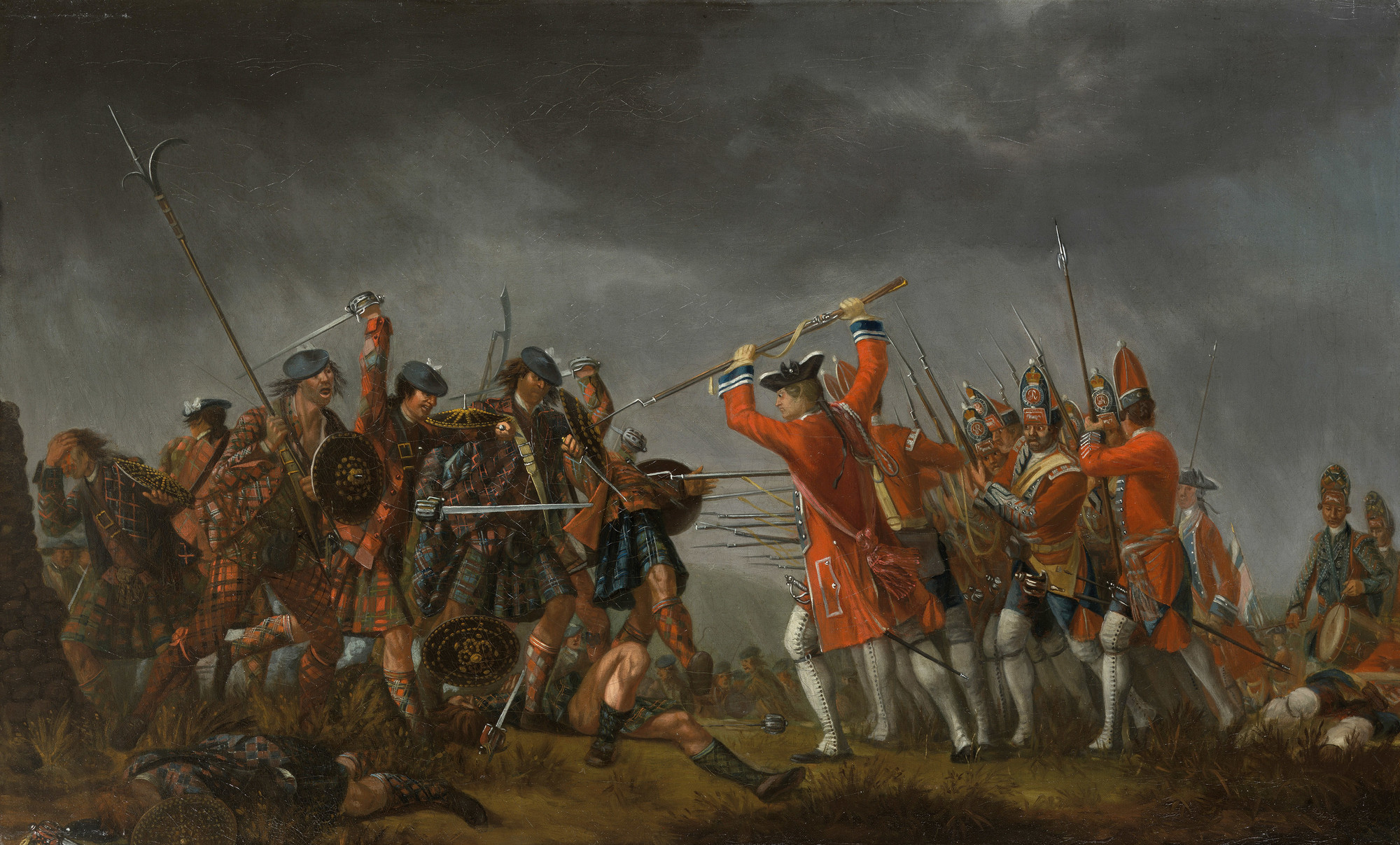
A cullodeni csatában legyőzték a jakobita felkelést

1603-ban VI. Jakab örökölte Anglia trónját is és I. Jakab néven angol király lett. A Protektorátus (1653–1659) egy rövid időszakát kivéve Skócia külön állam maradt, de súlyos konfliktusok voltak a „Covenant” presbiteriánus mozgalma és az uralkodó között az egyházi kormányzat módjáról. Miután a Dicsőséges forradalom letaszította a trónról a katolikus VII. Jakabot, és Vilmos és Mária vették kezükbe az uralkodást, a skótok azzal fenyegetőztek, hogy saját protestáns uralkodót választanak. 1707-ben azonban, miután Anglia megfenyegette őket, hogy beszüntetik a szabad kereskedelmet és mozgást a közös határon keresztül, a skóciai és az angol parlamentek megalkották az egyesülési törvényeket, amelyekkel létrehozták Nagy-Britannia (Egyesült) Királyságát.
1715 és 1745 közt az elűzött király utódainak támogatói, a jakobiták két nagy felkelést indítottak, de nem sikerült elmozdítaniuk a Hannover-házat a trónról. Jakab és utódai főleg a skót hegyvidéken és északkeleten, különösen a nem presbiteriánusok között maradtak népszerűek.

### A modern kor
A skót felvilágosodást és az ipari forradalmat követően Skócia Európa egyik fő kereskedelmi, intellektuális és ipari központjává vált. A második világháborút követő ipari hanyatlás fájdalmas volt, de a legutóbbi évtizedek kulturális és gazdasági reneszánszt hoztak. A pénzügyi szolgáltatások és az elektronikai szektor újra felvirágzott és segítettek az északi-tengeri nyersolaj és gázlelőhelyek jövedelmei. A politikai színtéren az 1998-as Skócia törvény (Scotland Act) a skót nép akaratának megfelelően visszaállította a független Skót Parlamentet (a királyság korának nemzetgyűlését Skócia Parlamentje néven ismerték).
2014. szeptember 18-án népszavazást tartottak arról, hogy Skócia elszakadjon-e a 307 éve fennálló brit uniótól, azonban a referendumon a skót nép a szavazatok több mint 55%-ával elutasította az önállósodást.

## Államszervezet és közigazgatás

### Alkotmány, államforma
Mivel Skócia az Egyesült Királyság egyik alkotó országa, államfője a brit uralkodó, 2022 óta III. Károly.
Alkotmányosan az Egyesült Királyság egységes állam, egy szuverén parlamenttel és kormánnyal. Az 1990-ben alkotott devolúciós szabályok alapján az Egyesült Királyságot alkotó országok korlátozott önkormányzati jogokat kaptak, amelyeket a Westminsterben székelő Brit Parlament módosíthat, megváltoztathat, szélesíthet, vagy megszüntethet. Ilyen értelemben a Skót Parlament nem szuverén. De nem valószínű, hogy bármely brit parlament egyoldalúan, az illető ország polgárainak népszavazása nélkül megszüntetne egy belső parlamentet.

### Törvényhozás, végrehajtás, igazságszolgáltatás

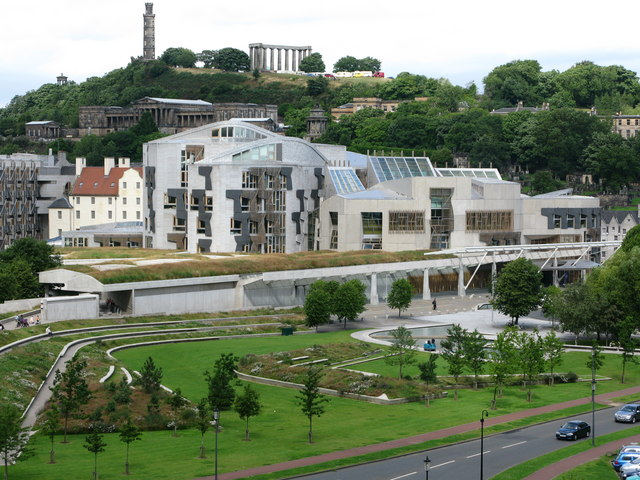
A Skót Parlament épülete

A végrehajtó hatalmat a brit alkotmány a Királynő Tanácsára (Queen-in-Council, vagy Királyi Tanács – King-in-Council) ruházza, a törvényhozó hatalmat pedig a Királynő Parlamentjére (Queen-in-Parliament, vagy a Király Tanácsa – King-in-Council. A devolúció bizonyos végrehajtó és törvényhozó hatalmai jogokat alkotmányosan a Skót Vezetéshez (Scottish Executive), illetve a Skót Parlamenthez delegált, amely Edinburghban székel. Az Egyesült Királyság Parlamentje önmagának tartotta fenn az adókivetéssel, a társadalombiztosítással, a hadsereggel, a nemzetközi kapcsolatokkal, a műsorszórással kapcsolatos és egyéb jogokat, amelyeket az 1998-as Scotland Act (Skócia Törvény) részletez. A Skót Parlamentnek törvényhozó hatalma van a Skóciát érintő ügyekben és korlátozott jogköre a személyi jövedelemadót illetően.

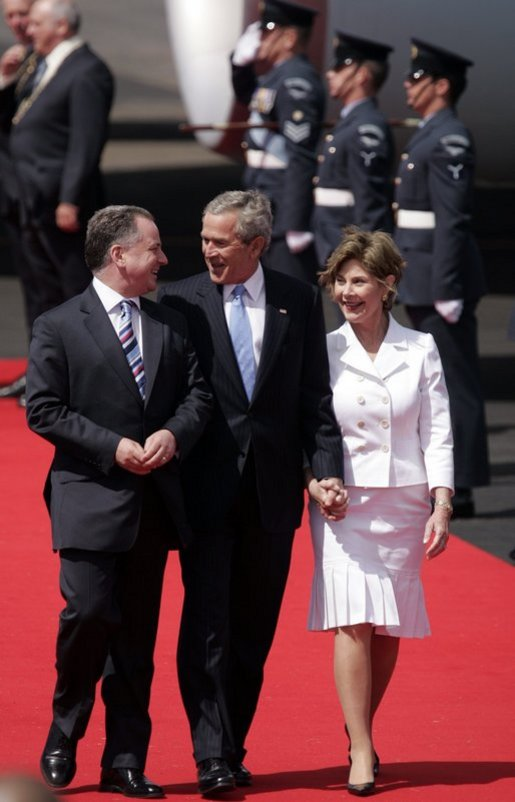
Jack McConnell első miniszter és George W. Bush

A Skót Parlament egykamarás, 129 tagú testület, akik közül 73-at egyéni választókerületekben választanak „a győztes mindent visz” (first past the post) rendszerben; 56 pedig egy kiegészítő rendszerben, a nyolc választási régióban nyer mandátumot. A Királynő a Parlament által jelölt egyik tagot nevezi ki Skócia első miniszterének. A többi minisztert szintén a Királynő nevezi ki a Parlament javaslatára, és az Első Miniszterrel együtt ők alkotják a Skót Vezetést, a kormányzat végrehajtó ágát.
A devolúciós (átruházási) szabályok szerint Skóciát 59-en képviselik a Brit Alsóházban (House of Commons), akik területi választókerületekből kerülnek be. A Skóciáért felelős államtitkár, aki korában a skót kormányzati rendszert vezette, ma az Egyesült Királyság kormányában foglal helyet csökkentett jogkörökkel. Az átruházott ügyeket a Skót Parlament visszautalhatja a westminsteri parlamenthez, ha úgy ítélik meg, hogy jobb az adott ügyben az Egyesült Királyság szintjén szabályokat alkotni. A Skócia Hivatal (Scotland Office) az Egyesült Királyság kormányának egy osztálya, amely a nem átruházott skót ügyekért felelős. Jelenleg (2022) Alister Jack a Skóciáért felelős államtitkár. 1999-ig a skót arisztokraták a Lordok Házában (House of Lords) foglalhattak helyet.
A Skót Parlament által hozott törvények néhány ponton már eltéréseket okoztak a Királyság többi részéhez képest, például a közszolgáltatásokban. Skóciában ingyenes az egyetemi oktatás és az idősellátás, miközben mindenütt máshol fizetni kell ezekért. Skócia megtiltotta a dohányzást nyilvános helyeken.

### Politikai pártok
A legnagyobb politika viták Skóciában hagyományosan az alkotmányos kérdést övezik. A három Egyesült Királyság szinten is létező párt a 20. század második felében bizonyos fokig mindig támogatta a devolúciót a függetlenségi törekvések nyomására (bár a Munkáspárt és a Konzervatívok időnként ellene fordultak). Miután az átruházás megtörtént, az alkotmányos vita arra koncentrál, hogy a Skót Parlamentnek törekednie kellene-e többletjogokra (például a pénzügyekben), vagy esetleg a teljes függetlenséget megcéloznia. A hosszútávú kérdés az, hogy a skót parlament egy alárendelt gyűlés legyen-e, amelyet az Egyesült Királyság domináns és szuverén parlamentje hozott létre és meg is szüntethet, vagy legyen különálló önmaga jogán, teljes szuverén jogokkal (független státuszban, egy föderáció vagy egy konföderáció részeként). Végül, vajon a jelenlegi átruházási rendszer kielégíti-e a skótok igényeit az önkormányzatra, vagy tovább akarnak-e majd lépni a teljes függetlenség felé.
A 2011-es választáson a Skót Nemzeti Párt (Scottish National Party, SNP), melynek célja a skót függetlenség, 69 helyet szerzett a 129-ből, ezzel egyedül alakíthatott kormányt. Az első miniszter az SNP vezetője, Alex Salmond lett. A legnagyobb ellenzéki párt a Skót Munkáspárt (Scottish Labour Party), ezen kívül parlamenti jelenléttel rendelkezik a Skót Konzervatív Párt (Scottish Conservative Party), a Skót Liberális Demokraták (Scottish Liberal Democrats) és a Skót Zöld Párt (Scottish Green Party).
Az elbukott függetlenségi népszavazás elszakadáspárti kampánya azonban növelte a párt ismertségét és megerősítette pozícióit, ennek köszönhetően a 2015-ös brit alsóházi választásokon az 59 skóciai választókerületből 56-ot megnyert, és ezzel a harmadik legnagyobb létszámú frakciót alakíthatta, amiben szerepet játszott a „győztes mindent visz” elven működő, egyéni választókerületekre épülő brit választási rendszer is.

### Közigazgatási beosztás

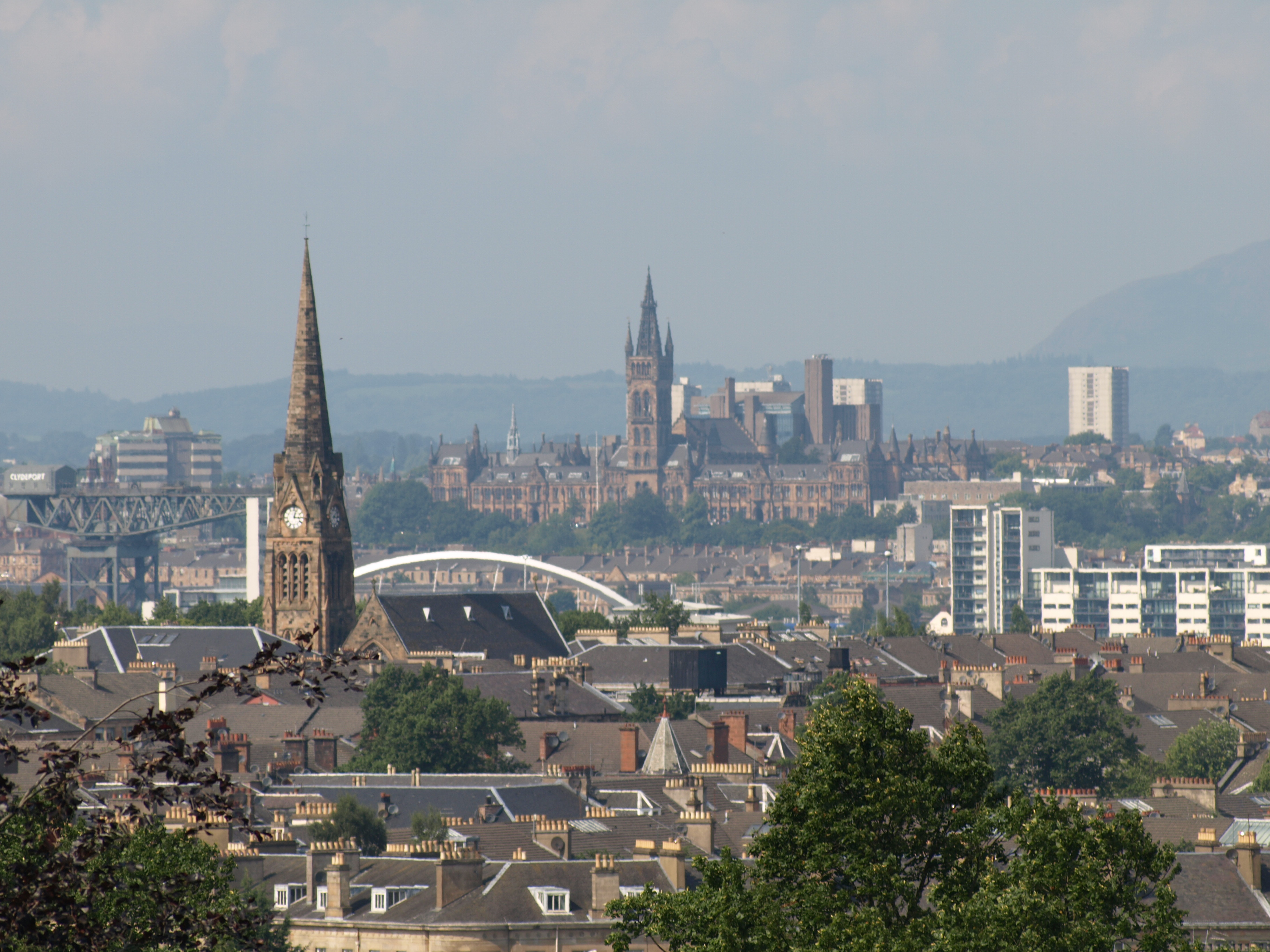
Glasgow a Queens Parkból nézve

A skóciai helyi önkormányzatokról szóló 1994-es törvény (Local Government etc. (Scotland) Act 1994) értelmében Skócia 1996. április 1-től 32 tanácsi területre (council area) oszlik. Ezzel egyidejűleg a korábbi helyi önkormányzati területek – régiók (regions) és körzetek (districts) megszűntek. A tanácsok egységes hatóságok (unitary authority), amelyek valamennyi helyi önkormányzati szolgáltatásért felelősek, beleértve az oktatást, a szociális ellátást, a környezetvédelmet és az útkarbantartást. A nagyobb tanácsokat kisebb területi bizottságokra (area committee) osztották fel. A közösségi tanácsok (community council) informális szervezetek, amelyek egy-egy területet képviselnek a tanácsi kerületen belül. A királynő alkormányzót (Lord Lieutenant) nevez ki, hogy őt képviselje 35 skóciai alkormányzóságba (ezek jórészt csak ceremoniális jelentőségűek).
Az Egyesült Királyságban a city státuszt az uralkodó adományozza nyílt oklevéllel (letter patent). Skóciában hét város rendelkezik city státusszal: Aberdeen, Dundee, Edinburgh, Glasgow, Inverness, Perth és Stirling. Királyi burgh státusza 66 településnek van (a cityk közül csak Dundee, a többiét visszavonták).
Egyedi jelenség, hogy Skócia zászlaja azonos St. Andrews zászlajával. Az azonosság annyira teljes, hogy e kis városban egyetlen közös zászlót tesznek ki a két eltérő célra.

## Népesség
| 2011 | 5 313 600 |
| 2016 | 5 404 700 |

A népesség növekszik, mivel a születések száma meghaladja a halálozásokét, és a (be-/ki-)vándorlási egyenleg is pozitív. Az egész világon mintegy 50 millió ember vallja magát skót származásúnak.

### Etnikai, nyelvi, vallási megoszlás
A legelterjedtebb nyelv az angol, melynek számos különböző dialektusát beszélik országszerte. Az ősi kelta eredetű skót gael nyelvet ma is beszélik, sőt a beszélők száma növekszik. A siketek a brit jelnyelvet használják. Ezek mellett a bevándorlók révén mintegy 150 további nyelv is jelen van (többek között az arab, a bengáli, a holland, a francia, a héber, a hindi, a japán, a kantoni, a kurd, a lengyel, a makaton, a mandarin, a német, az olasz, a pandzsábi, a perzsa, a spanyol, a török és az urdu).
Skót presbiteránus – 80%, anglikán – 10%, római katolikus – 10%.

## Kultúra

### Oktatási rendszer
Skót felsőoktatási intézmények:
- Aberdeeni Egyetem
- Dundee-i Egyetem
- Edinburgh-i Egyetem
- Glasgow-i Egyetem
- St. Andrews-i Egyetem

## Turizmus
Skóciát évente 2,5 millió látogató keresi fel.
Lásd még: Blair kastély

## Ünnepek

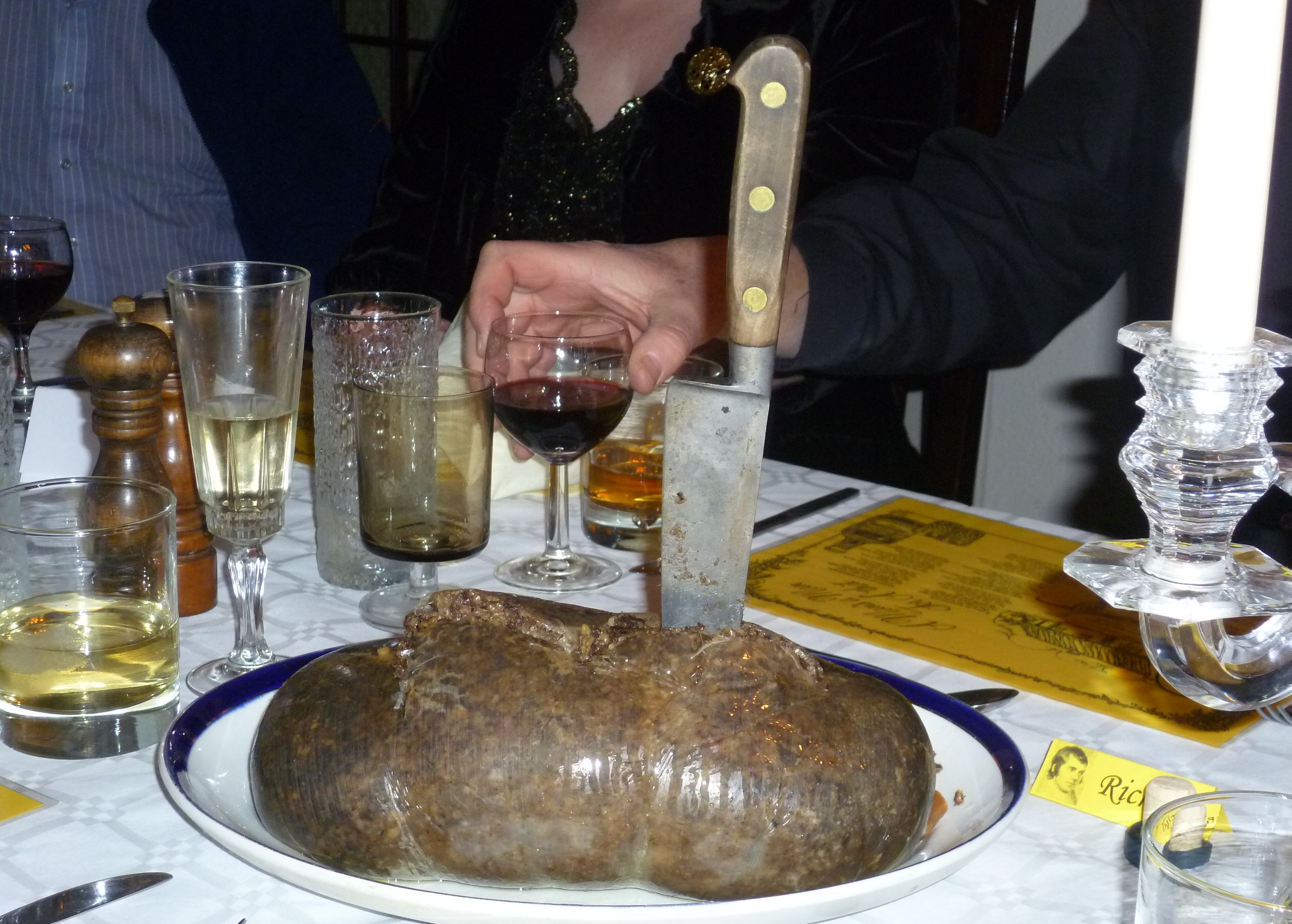
Egy Burns-vacsorán elmaradhatatlan fogás a haggis

- január 25.: Robert Burns költőnek, a „skótok Petőfijének” a születésnapi estje (lásd még: Burns-vacsora)
- november 30.: Szent András napja, nemzeti ünnep[18]